# Броштень (Вранча)
Броштень, Броштені (рум. Broșteni) — село у повіті Вранча в Румунії. Адміністративний центр комуни Броштень.
Село розташоване на відстані 164 км на північний схід від Бухареста, 14 км на північний захід від Фокшан, 87 км на північний захід від Галаца, 110 км на схід від Брашова.

## Населення
За даними перепису населення 2002 року у селі проживали 744 особи, з них 743 особи (99,9%) румунів. Усі жителі села рідною мовою назвали румунську.